# 動物のおしゃべり♥
『動物のおしゃべり♥』（どうぶつのおしゃべり）は、神仙寺瑛による日本の4コマ漫画作品。『まんがライフ』（竹書房）にて2005年から2022年9月号まで連載。同誌の休刊後は『まんがライフオリジナル』へ移籍して、2022年10月号より連載されている。
『まんがライフオリジナル』には、『まんがライフ』から移籍する前の頃から連載されている。また、2013年より刊行されていた『まんがライフ』季刊（のち隔月刊）増刊号『まんがライフSTORIA』にも、2017年までは毎号掲載されていた。
幼稚園児・ミカちゃんが動物とおしゃべりできることから起きる愉快な日常の出来事を描く。

## 概要
本作は作者が2004年に『まんがライフ』へ投稿した「鳥獣戯漫画」（『まんがライフ』2004年8月号などに応募作例として一部掲載）が原型で、この投稿作が5月の準月間賞となったことから雑誌掲載の為に描き直され、『まんがライフ』2004年10月号に新人ながらカラーページを含む読み切り作「動物（みんな）のおしゃべり♥」として掲載された。その後好評につき、2005年4月号に2度目の読み切りが発表された。
第11回竹書房漫画新人賞にノミネートされた『動物（みんな）のおしゃべり♥』は佳作となり、発表の翌月（『まんがライフ』2005年7月号）より「動物のおしゃべり♥」にタイトルを改め（読みがなの「みんな」がない）連載が始まった。また『まんがライフオリジナル』でもゲスト掲載を経て、2006年1月号より同時連載となった。
2006年には、『耕して♥フォーリンLOVE』（後藤羽矢子）から『まんがライフ』の表紙と巻頭カラーを引き継ぎ、同誌の看板作品となった。同時に、読者投稿写真による企画「ペットのおしゃべり♥」が同誌にてスタートした。また、作者にとっても初のコミックスが発売された。
2007年には初の増刊誌まんがライフセレクション『動物のおしゃべり♥増刊号』が発売され、この年から隔月刊となった『あにまるパラダイス』の主力作品のひとつにもなっている。
2018年12月号（おしゃべり141）を以て、『まんがライフオリジナル』での連載は終了となった。

## 登場人物

### ふじの家
ミカちゃん（ふじの 美伽）
本作の主人公（5歳）で動物とおしゃべりできる、わかば幼稚園ちゅーりっぷ組の園児。基本的には「ミカちゃん」と呼ばれているが、浜田やとんちゃんなど一部からは「ミカっち」と呼ばれ、翁からは「ミカの君（不機嫌なは場合は女の童）」と呼ばれている。お兄ちゃんの事は実は大好き。アホ毛があり、これが動物とのおしゃべりを可能にしているとも。なお、アホ毛は後付けのため、初期段階ではあったりなかったり、短い。
言葉が分かるだけでなく動物全般の姿形も人間と同じ姿で年齢相応の姿に見えている。ただし大きさに関しては犬、猫、鳥などが実際の大きさを無視して通常の人間のサイズに見える一方で、蛙や昆虫などの小動物は実際の大きさに近い小人に見えており、明確な基準は無いようである。ゲジが忍者っぽい格好、アシダカグモが軍服など特徴的な武装の場合（ゲジは刀を提げていた）もある他、カマキリなど一部の生き物は武器を持った人間といった姿に見えている（カマキリは二刀流の女性だった）。動物の鳴き声外の物音が動物の鳴き声に聞こえてしまうこともあり、お兄ちゃんの咳やお兄ちゃんが新しくかったドライヤーが犬語に聞こえていた。
動物の体毛は衣服として認識しており、サマーカットされたニャン太、毛刈りされた羊が下着（ランニング）姿に見えたり、毛が実は透明なホッキョクグマが全裸に見えたり、スフィンクス（無毛種猫）の写真を見せられた時は真っ赤になって「お兄ちゃんのエッチ!!」と言っていた（このことから写真であっても能力が発揮されていることが分かる）。ただ、人間の姿に見えてもゴキブリ（平八）は五月蝿さ諸々から嫌い（なお、ゴキブリの仲間の白蟻は白い平八に見えてビックリしていた）。虫でも衣服は着ている。
これらの能力は生まれつき持っていたようで、幼いころ（ほんの2、3年前）はこの能力のためにいじめられていたことが特別編で描かれている。当時人間の友達の描写はほぼ皆無である。なお、現在は登場してはいないものの、友達がいる描写がみられる。今現在はみつるととんちゃんの男の子2人が友人である。
動物と飼い主、動物同士の揉め事を仲裁したり相談に乗ることも多く、動物たちからはアイドルとして慕われている。幼稚園児とは思えないほど精神年齢が高い。
幼稚園児だが翁のおかげもあって物知りで、難読動物名を漢字で書いてはお兄ちゃんをいじることがあるが、やはり中身は幼稚園児で度々間違える（蚯蚓を逆に書いたり、豆腐の木綿を知らず、絹ごしと喉越しと発言したり）。作中においては、ミカ的視点から見た動物の姿と実際の姿を交互に描くことで笑いを誘っている。
お兄ちゃん
ミカちゃんの兄（15歳）。高校1年生で、名前は未発表。同級生からは「ふじの」、浜田や真緒からは「ふじのん」と呼ばれる。作品冒頭の「僕には-」で始まるナレーション担当。サクラの飼い主であり名付け親。ミカちゃんには実は非常に好かれている。23巻にておままごとに付き合ってあげている良い兄っぷりが明らかになった。
サクラを始めとする雌猫たちには慕われている（ミカによれば人間以外の雌にはモテるらしい）が人間の女性には振られてばかりいて、元カノの名を挙げるとかるく2桁に達する。だが恋愛経験の多さの割には「想われる」ことに関しては劇的に鈍く、自分に片思いしている田崎さんの気持ちには全く気付いておらずミカたちをヤキモキさせている。後に田崎さんと晴れてお付き合いを始めたが、転校生として戻ってきた服部真緒に好意を抱かれていたことを知るも、田崎さんが居たため振って、お兄ちゃん自身が泣いていた。21巻にて、ギリギリで家に間に合いトイレに行こうとしたが、タローに邪魔されて失禁するという悲劇に見舞われた。
全てにおいて平凡でルックスも悪くないのだが、元カノの話から「意外につまんない」や「付き合ってみたら冷めた」等と言われている。
趣味は読書・ネット・フィギュア集め・プラモ作り・ラジコンと若干オタクっぽい所が見られるぐらいだったが、巻が進むにつれアニメ鑑賞やヲタ芸などヲタクまっしぐらになった。更に巻が進むとさくらに壊されるためかフィギュアを買う量が減った。友達とのカラオケでもアニソンメドレーを歌い、友達が驚く完璧な裏声を披露した。ミカ&ペット組に作品をよく壊されている。
料理およびお菓子作りが破滅的に下手らしく、作ると得体の知れない物が出来上がるが、手先は器用でビーズアクセサリーを作りこなす。
足が尋常でなく臭いようで、ミカちゃんには危険物扱いされる他、取り替え時に赤くなる棒型の消臭材が一瞬にして赤くなる。タローは1度罰として靴を嗅がされて撃沈し、サクラは衝動的に靴下を履いた足を嗅いではフレーメン反応から一瞬意識が飛ぶ。
端午の節句の兜やクリスマスでトナカイの被り物を被らされるなど、家庭内で祝う行事の餌食によく遭っている。友達もその事をよく熟知している様子である。
大の猫好きで他の女（ねこ）を可愛がってはサクラを怒らせ、ミカを涙させることもある。猫好きな余りアホ全開でもあり、猫みたいと言われて「最高の賛辞」と答えたり、猫を触ろうとして自転車に乗っているのを忘れたりする。
ケータイの待ち受け画像もサクラだったが、ある時期から画像がとある人物に変わった。
名前が設定されておらず、単行本表紙でネタにされている。
彼女（田崎さん）ができるまでのオータムスタイルは、舞い散る落ち葉を見つつ失恋ソングを流しながら涙するのが定番であった（タロー・サクラ談）。
彼女と2回目のチュー（1回目も事故チューだった）は彼女の家に初おじゃました時で、友人からは事故がらみじゃなきゃチューもできないヘタレとツッコまれた。だが、クリスマスの際にはリボンを結んであげてキスをするという器量も見せた。
ママ（伽梨〈かりん〉）
ミカたち兄妹の母。ふじの家最高権力者（21巻にて）。顔が出る事はほとんど無く、大体は後姿か横顔（目が髪で隠れている）で描かれる。セリフに隠されてはいるが、STORIAでは目尻が少しだけ見えるように描かれたことがある。家ではエプロン姿で黒髪のロングヘアを後ろに結んでいる事が多い。なお、ミカちゃん同様アホ毛があるが、ミカちゃんより巻きが強め。パパとは幼馴染み。祖母・伽耶の若かりしころにそっくり（伽耶本人の談）。
スタイルはいい方らしく、節分で少々きわどい鬼の衣装（ビキニ）を着ている姿を見たお兄ちゃんが涙するほどで、兎年にはセクシーなうさぎコスプレをしていたりもした。
各種行事が大好きで節分、雛祭り、端午の節句、クリスマスなどを嬉々として祝う（お兄ちゃんは「いい年をして」と迷惑顔）。
節分の時は常に「20歳」と言っているが、もちろん嘘（ミカは本気で信じているが、他のみんなは熟知している様子）で、トムとほぼ同い年。
娘と同様に昔は動物とおしゃべりができたらしく、ミカを羨ましがるお兄ちゃんに「面倒だし、そんなにいいものでもない」とさりげなく言っている。また、お兄ちゃんの嘘をサクラと「会話」して見抜く、ミカが翁と会話している内容を理解出来るなど、いまでもおしゃべりができるようではある。トムにポルトガル語を仕込んでいた。
パパ
ミカたち兄弟の父。ママと同じように顔が出る事はほとんど無く、後姿か横顔（目が髪で隠れている）で描かれる。短髪であり、少し薄毛で太ったのを気にしている。胴回り(85cm)より足が短い(82cm)。年齢は不明。タローは少し苦手としており、サクラには嫌われているが父の日だけは甘い対応。
一家を支える大黒柱でサラリーマンを職業としている。しかし、ライオンのオスの生活の本を見て「羨ましい」と語っている。
巻が進むに連れ、度々ママの怒りを買ってビンタされたりしている。
仕事から帰ってくる時や家では酔っ払っている時が多い（絡み酒と泣き上戸である）が、時にタローに愚痴る。毛髪に関しては非常に敏感で度々ネタとなっており、家族を引かせたりしている。巻数が増えるにつれて肥満ネタも度々かかれては涙を流す（ママは笑う）。実は水虫持ちである。23巻では忘年会続きで更に肥満になった描写がある。
中学1年の時に書いたラブレターを書斎に封印していたが、偶然サクラに発見されてしまう。
タロー（雄犬）
お兄ちゃんを超舐めていて、ミカちゃん命な忠犬（2歳、成犬）にして、肉類やパンが大好きな「食欲魔犬（お兄ちゃん曰く駄犬で野犬でもある）」。体重は50kgで（標準体重は35 - 48kg）、少し太り気味である描写が見られる。23巻ではパパのダイエットの為に散歩し筋肉質になった。普段は意地汚い上に餌付けに弱く大きな音や動物病院が大嫌い（主に注射）で車に酔う、お兄ちゃんの言う事を聞かないなどのだらしない面が目立つが、忍び込んできた泥棒にはたとえ肉をチラつかされても容赦なく撃退するなど、ふじの家の番犬としての役割はしっかりと果たしている。なお、サクラには鼻をやられ、祖母の伽耶には眼光で一瞬で負けてしまった。お兄ちゃんからはしばしば駄犬と呼ばれボロクソに言われたりするが、実際そうでタローの自業自得なのだが自覚しておらずに逆に怒り、ミカちゃんに叱られても懲りない。両親とも秋田犬でありながら祖先に混入した洋犬の血が先祖返りとして現れており、純粋な秋田犬の容姿でないことからコンプレックスを抱いていたことがある。なお、父親に会う際は酷く緊張し、現れた父親に腰をぬかすほどビビる（両親に太ったのを遠回しに言われた際はダイエットを決意する）。猟犬に憧れ、一度は望みどおりマタギの人にもらわれるものの、銃声に怯えるせいで猟犬不向きの烙印を押され、実家に出戻り、ふじの家にもらわれることになる。両親が飼われている実家が散歩コースの途中にある。水たまりに転びそうになった子供を水たまりに伏せて助けたり、汚れた子猫のコマリを小屋に入れて隠して育てるなど、実は非常に愛情深い。なお、かなり似たもの同士なお兄ちゃんを心底舐めては居るが嫌いなわけではない。ミカちゃん命ゆえに、ミカちゃんから「ミカが1番じゃないんだ」と言われたりして落ち込ませてしまった際は食事を取らなくなることもあり、たまーにはミカちゃんとは喧嘩する事もある。この場合のみ、落ち込みもあってお兄ちゃんに低姿勢になる。サクラの餌やおやつを盗み食いしたり、お兄ちゃんの菓子パンやおやつ、挙句には晩御飯のトンカツなどを奪って食べる悪癖と意地汚さがあり、普通なら病気だらけになっている（既に体壊して死んでても可笑しくない）レベルである。
ミカちゃんの目には茶髪の格好いい若者に見える（なお、純粋な秋田犬であるタローの両親は和服、兄姉はマタギ姿で描かれ、父親は渋いイケメンだが厳つく、母は後ろでひっつめにした若く見える和風美人）。なお犬状態で書かれている時以外、太り気味には描かれている事はほとんどない。
実は子犬・子猫好きであり、転びそうになった子供を助けるシーンもあった。
サクラ（雌猫）
お兄ちゃんを好きな日本猫（しかし、すれ違いが目立つ）。成猫で2歳。
ミカたち兄妹が車に轢かれた母猫（白の短毛で青い目、サクラによると生まれつき聴力が弱かった模様）から「桜の木の下で娘が待っているから」と頼まれた事で引き取られ、ふじの家で暮らすことになる。そのとき、拾われた場所からとってお兄ちゃんが命名。気が強く、ふじの家の生態系においてタローより上位に位置する。
猫好きのお兄ちゃんに甘やかされて育っているせいか、お兄ちゃんのプラモを倒したり壊したり、本で爪を研いだり、お兄ちゃんの腹筋や金玉などにダイブしたりする。ごくたまにお兄ちゃんのご飯を加え去るタローのような事をしたりすることもある他、1度だけ年始で色んなところで貰って食べ過ぎてタローのようにぽっちゃりしたことがある。
男友達のニャン太から好意を寄せられているものの、つれない態度をとっている。しかし、デート前に念入りに毛づくろいしたりするなど、実は満更でもない様子。甚八に対しては満更でもない態度だが、度々煽られて怒っている（たまに図星をつかれる）。その娘のややに対してはからかわれたり図星をついたりされては同じように怒るが優しく接する（ただし、加えた際に多量の涎を垂らしてしまった。本人曰くノラ時代を思いだした）。タローが子猫のコマリを拾った際には嫉妬心を抱くが、実は隠れて愛情を注いでいた。なお、お兄ちゃんはサクラに一目惚れしていたらしい。
ミカちゃんの目にはロングヘアの若く華やかな美女に見える。小さくて凸凹ボディ。
首輪にはGPSがついており、家をあけるとお兄ちゃんに迷い猫情報を流される。
1度、お魚加えたドラ猫状態で沢山の人に写真を取られていた。
Tom/トム（洋鵡）
読み切り時代に登場した後、しばらく出番がなかったが2006年末になって再登場。飼い主はママで嫁入り道具としてふじの家に来たため、ふじの家の子供達や他のペットらより先輩格である。好物はぶどう、かぼちゃの種、唐辛子（お兄ちゃんは真似して食べて唇が腫れた）。
ママとほぼ同い年であるがミカの前では真実を語ることが出来ず、ママと同じ「20歳」（本当は数え年で38歳）という事になっている。
祖母の伽耶をカーヤと呼び、ライバルのような謎のバチバチ間で接している。伽耶曰くトムは｢若作り｣な用で、トムは伽耶を｢良い枯れ具合｣と称した。
特技は声帯模写で、人間の言葉を本人そっくりの声色で喋ることもでき、主にお兄ちゃんを各種の声色でいじる（ママに仕込まれれば外国語も話せ、仕込まれたポルトガル語を話して見せた）。鳴き声から百人一首（全部記憶済み）、チャイムや電話音の真似、歌を歌うまで様々な話をする（たまにチョイスを間違う）。
ミカちゃんの目には外国人でそばかすのある青年に見える。23巻にてかぼちゃの種を食べまくって太っていた。
甚八（ゴールデンハムスター）
読み切り時代に登場した後、トムと同様に出番がなかったが2007年末になって再登場。脱走常習者（フリーダム）で、誰よりもふじの家の隅々までとりわけ家具の裏側などに何が落ちているかまで知っている。しかし、ネズミなだけに猫のサクラより立場は弱い（煽ったり図星をついたりして反撃するが負ける）。もともとはミカの祖母・伽耶の家で飼われていたハムスターのうちの一匹で、宅配便にまぎれてふじの家へやってきた。その後、伽耶が遊びに来た際に鞄に入り込み、帰りの電車で発見され、伽耶の家に戻った。ややちゃんの父親であり、煽り癖と脱走癖とドジっ子っぷりはしっかりと娘に受け継がれている。なお、娘のややちゃん曰く「お母ちゃんの尻に引かれっぱなしやったなぁ…」との事（トムとミカちゃんが涙する）。
ミカちゃんの目にはニット帽に今時の格好をした若い男に見える。
翁（蛙）
飼われているわけではないが、ふじの家の庭に居着いている老蛙。双子座。享保や慶應、江戸などの話をすることからかなりの長寿で111歳以上1000歳以下らしい。11巻でミカちゃんとの話の中で111歳より歳上（ミカちゃんは翁の年齢にはまだまだだね、と発言）で周期78年のハレー彗星を何度も見たことがあることが判明、16巻では千歳までは行っていないことが発覚した。その異常な長寿故にお兄ちゃんには二世紀以上生きてる妖的に思われている。故郷はあるが、ママにも教えていない（伽耶が知ってるかは不明）。13巻にて、翁の口から「今はなき故郷」と発言され翁の回想の中で子供時代の伽耶（もうこの場所で夕暮れが見れなくなると話していた）と山に囲まれた村（と思われる場所)）後に水没した絵がかかれ示唆された。
ミカちゃん視点では公家の老人に見える（眉毛と髭が細長く、昔の着物に烏帽子で錫杖を持っている）。
天候を予知したり変えることができる（ラニーニャ現象においては翁の仲間が複数いれば変えられるらしい）。タローに喧嘩で勝ってしまったり、真偽は不明だが黒船を見たことがあると証言する、友人に会いにマダガスカル島へ行く、冬眠を嫌ってハワイに行く（テレビ中継で本当に行ったことがミカによって確認される）、竜やコロポックルなどと友達であるなど底の知れないカエルである。ミカとは昔の話を良くしているが、時代や言葉が古過ぎて理解されないことが度々ある（お兄ちゃんはかなり理解しており、その度にツッコミを入れる）。伽耶には愛情となんらかがあるらしく、呼ばれる前に姿を表したり、度々様子見に行っている。
やや（ゴールデンハムスター）
生後11か月（2013年9月時点）のハムスター。甚「八」の「八番目」の末娘（だから八・八で「やや」と読む）で、荷物にまぎれてミカの祖母宅へと去っていった甚八の代わりに祖母宅からやってきた。毒舌で父親の甚八譲りの煽り癖と脱走癖とドジっ子っぷりである。好物はひまわりの種とかぼちゃの種。
ミカちゃんにはショートカットでタレ目の幼女に見える。一見純真無垢でかわいらしくおっとりしている為ミカちゃんに溺愛されているが、実はかなり図太くあつかましい性格でサクラを一度ならず怒らせている。口が悪く、よくサクラをからかったり鋭いツッコミを入れてはサクラを怒らせている。（ハムスターは）視力が弱いため、葉っぱの上の翁は同化してみえるらしく、声をかけられた際はびっくりして怒った。
コマリ（雌猫）
生後2か月位（2013年10月時点）、ツヤツヤの純白長毛、菫色の瞳を持つMIXの元捨て猫。
ボサボサで汚れた姿でタローの元に現れ、タローにより助けられた。ミカちゃんの目にはマリリンに似た幼女に見える（コマリを初めて見たジローにはマリリンが縮んだように見えたほど）。おしゃべりは幼児言葉で表現される。ビニール袋に入れられて捨てられたらしく、ビニール袋のガサガサする音が嫌い。クリスマスの日、ミカちゃんが幼稚園に行っている時に里親に引き取られて行った。タローの教育により、片足を上げて、おしっこをするようになってしまい「片足を上げておしっこする猫」として有名になってしまった。

### ふじの家と関わりのある人たちとペット
ハワード（雄犬）
ミカを大好きなアフガン・ハウンド（英国産）。ミカの通園コースの途中にある老夫婦の家で飼われている。タローと不倶戴天の「恋敵」で毎回喧嘩する。血統書つきの名犬だが、ミカに対してはタロー並みの駄犬になってしまう。なお、リードを外すとどこまでも走っていく暴走犬でもある。コンテストに出場する程の綺麗な犬で、ブラッシングや厳しい躾、食事制限をこなす。実はタロー並に大きな音が苦手で、そこだけは気が合う。
ミカちゃんの目にはスーツ姿の長髪イケメンのセレブに見える。
ジロー（雄犬）
タローの親友。大抵は土手の上でタローと並んで座り、食べ物の話ばかりしている。タロー同様にちょっとぽっちゃり系で、度々もっちりという擬音がつくが、新米が出回った時期には食べ過ぎて本格的に太っていた。たまに悪戯して怪我をする（主に火傷）。マリリンに一目惚れ（ミカいわく「一番ベタで、一番面倒な関係」）、恋わずらいで激ヤセ、思い切って告白したが玉砕。その後、やけ食いで激太りした。後にある犬との間に子供が生まれて、無事に貰われていった（タロー視点では、子供は小さいジローに見えている）。お兄ちゃん、マリリンに並ぶ花粉症犬で、三連発くしゃみをしたりしてタローを驚かせる。
ニャン太（雄猫）
サクラのことが好きなメインクーン（長毛種）。サクラと仲は良いが、いろいろ駄目で、サクラからは恋の対象としてあまり相手にされておらず、駄目なところをからかわれたりしている。小学生の飼い主を「ぼっちゃん」と呼ぶ。毎年夏になると丸刈りにされている。母は野良猫（サクラ視点によれば黒髪の美熟女）で、兄にカプチーノがいる。実はサクラよりも年下である。最近スキルアップし、部屋の扉を開けるだけではなく、閉めることができるようになった。自分探しの旅から帰ってきた際はかなり太っていた。その後も再度迷子になるドジっぷりでもある。カプチーノの弟
カプチーノ（雄猫）
ふじの家の近所にあるカフェの看板猫で町内一のイケメンと評判の猫でニャン太の兄。サクラが憧れている。ニャン太ほどは極端ではないが夏になるとサマーカットにされる（ミカちゃんからは省エネルック＋短パン姿に見える）。ニャン太の兄
キジネコ（雌猫）
サクラの友達のこげ茶と薄い茶色のサビの縦縞が入った白キジ猫。冷え性の飼い主がいるが名前は不明。サクラを除く全ての猫の中で最も登場頻度が高い。ミカちゃんからは茶髪ロングのクール系な女性に見える。GWには押し入れにヒッキーする。
ブチネコ（雌猫）
サクラの友達の黒と白の斑の入ったはちわれ模様の猫。飼い主のおばあちゃんにエサを手作りしてもらっているらしい。名前は不明。ミカちゃんからは目の細い黒髪のショートヘアの女性に見える。GWの際にはふじの家に匿われに来る事も。
長野県大鹿村出身の猫であるため、なぜかノミがつかないらしい。
バイオレット（雌猫）
サクラたちからは嫌われているペルシャ猫。20万円の血統書付き（ハイソ）の高級種で、そのことを鼻にかけて調子に乗り、「短毛種って貧相に見える」と放言してサクラを激怒させた。ミカちゃんからは縦ロールヘアにドレス姿でティアラまで付けた高貴な女性に見える。
しかし、飼い主からは年月が経つ事に名前を省略されて行き、最終的に「バーちゃん」と呼ばれているという悩みを抱えている。
浜田
お兄ちゃんの幼なじみかつ同級生で親友のツンツンヘアーな男子。お兄ちゃん同様に下の名前が無い。よく一緒に登下校をしたり、遊びに行ったりしている。
親友が猫に好かれる事が不思議で仕方がなく、女に好かれない事が不憫で仕方がない。野原千花は彼女であり、色々準備するなど仕込まれまくっていたりする。
小学生の弟（ニャン太の飼い主「坊ちゃん」）がおり、忘れられがちだが家にはインコも居る。
間が悪い節があり、お兄ちゃんが田崎さんにキスしようとしていたタイミングで遊びにきた事がある。
田中
お兄ちゃん、浜田、安藤の親友のクラスメイト。ショートヘアに眼鏡の男子。地味ながら良く出ている。
13巻辺りから猫を買い始め、猫話に加わっている他、お兄ちゃんに猫に関する相談をしつつ、末期のバ飼い主になりつつある。安藤が田中という飼い猫を飼い出してから、ややこしい為にお兄ちゃんと浜田が勘違いしたことも。
田崎 茉莉
マリリンの飼い主で見た目は清楚で可愛い少女だが、片手で超大型犬をホールドできるほどの腕力の持ち主（片腕で平均台を担いで持ち上げ&軽々と運ぶ、強風で重いドアを開ける、ダンボール1つ分の犬の餌を軽く持っているような描写も）。
お兄ちゃんと同級生の女子。お兄ちゃんに片思いをしているが、全く気付いてもらえない。
かなり恋愛に対してはウブらしく、彼の前ではすぐに真っ赤になってうまくしゃべることができなくなってしまう（これも想いに気付いてもらえない原因の1つ）。
お兄ちゃんといわゆる事故チューをしてしまったことにより、お兄ちゃんからも意識してもらえるようになり、晴れて恋人関係になった。だが、関係はふわふわほんわかのまま全く前進しない。
今（高校生）のヘアスタイルはツインテールであるが、お兄ちゃんと出会った時はツインテールではなかった。なお、ミカちゃんヘアにするとミカちゃんに酷似する（お兄ちゃんが認めるほどに)。
家族がみんなピレネー犬好き（ひとり1ピレネーと表現している）のため、ペット可なマンションの1室（1LDK）にマリリンと住んでおり、両親は隣の室。
シスコンで、海外に嫁いだ姉と去年まで一緒に暮らしていた。
マリリン（雌犬）
タローを好きで慕っているグレート・ピレニーズ（超大型犬）。飼い主は田崎さん。名前の由来は田崎茉莉の茉莉をもじったもの（浜田談）。タローよりも大きい（というより太い）犬であり、体型に違わずタローに負けず劣らずの食いしん坊。それ故に特技をマッハで終わらせる。タローは迫られるその度に、押しつぶされる、衝突する、吹っ飛ぶ等の軽い怪我や事故にあっている。その為にタローに嫌いではないにしても敬遠気味の態度をとられているが、タローはマリリンに好意を持ってるふしも見られている。大柄な体格ゆえに力も強く、タローよりも激しくお兄ちゃんを引きずった他、マリリンがモテる描写では「私の操はタローさまのものですわ」と他のオス犬をタローごとブッ飛ばしたこともある。
お兄ちゃんやジロー並みに重度の花粉症持ち。バレンタインデーではタローの為に試食を重ねてプレゼントを厳選したが、試食しまくった為に更にまるっと太っていた。
ミカちゃんの目にはふわふわフリルな服装のぽっちゃりした可愛らしい若い女性に見える。
なお、弟犬のトニーは、すごくイケメン（ミカちゃん視点）。
コンビなふたり
ふじの家の近所に住んでいるらしいOL風の25歳の独身女性とオス犬。女性の名前は不明だが、12巻で年齢が明らかになった。犬の名前は「こいつ」（以前は女性の元彼の名がついていた）。「コンビなふたり」というサブタイトルで複数のエピソードが描かれている準レギュラー的存在。
女性の方はミカちゃんが動物と話せる事を知っているようで、「こいつ」がみかちゃんに余計なことをしゃべっている事も分かり、しょっちゅう「こいつ」の脳天をグリグリか口を横に引っ張る。少ないが鉄拳を落としたりする事も。その度に「こいつ」は「あえええ」「あえー」といった悲鳴をあげるが（稀に悲鳴がそれ以外の場合もある）巻が進むにつれ口を引っ張られる時に喜ぶ描写が増えつつある。なお、女性は太ったり、ぶりっ子気質で痛い部分があったり、料理が下手らしく肉じゃがのチョコ和えを作ろうとしたり、湯煎をしらずにチョコを鍋で溶かし鍋1つパァにしたりしているメシマズらしき部分が見えている。
女性は犬が気になってデート中に上の空になる（そしてフラれる）、犬の方はふられっぱなしの主人に気を使い、他の男の犬と示し合わせて飼い主同士の出会いを演出するなど、2人の関係はコンビというよりカップルに近いが、一度女性が本屋の帰りに犬を忘れて帰るというハプニングを起こした事も。最近では資格試験に向け一夜漬けしたり、女性が告白され恋が訪れた様子が書かれている。
野原 千花（チカ）
浜田の彼女。
気が強く短気で、早とちりしがちな模様。まつ毛や胸などを盛っている模様で、まつ毛に雪が積もってうっとおしいと発言したお兄ちゃんの胸ぐらを掴んで喧嘩を売っているのかと怒った。
浜田と真緒が話しているのを見て、フタマタと早とちりしてケンカになったことがある。
浜田が口を滑らせたことで、真緒が昔から好きなのはお兄ちゃんであることを知った。
茉莉とは仲良しで、後に真緒とも友人となった。
浜田に好意を抱いたきっかけはふじのの言葉遣いに関して話していてバカにしてしまい浜田に軽くだがチョップ&怒られた事。
安藤 アンドリュー半蔵（チャラ男）
お兄ちゃんのクラスメートで、アキチと田中の飼い主。
お兄ちゃんや浜田とは異なり、かなりモテる。高校入学前にミカちゃんたちが住む町に引っ越してきた。母親がアメリカ人のハーフで、名前は忍者マニアでアニオタな母親に付けられた（上記の通りハーフだが、ハーフっぽさが結構薄いらしく、お兄ちゃんや浜田がハーフと知って驚く描写がある）。引っ越ししてきて間もないころ、家出したアキチを探すことがきっかけでミカちゃんと知り合い、ミカちゃんが動物とおしゃべりできることを信じるようになった。後に田んぼの真ん中で猫を拾い、田中と名付けている。
当初は「チャラ男」と呼ばれ、名前は未設定だった。その後上記設定および名前が曖昧にしか覚えてもらえず、浜田やお兄ちゃん、ミカに間違われる描写と猫バカ描写が徐々に増えていったが、それとともにモテる描写は徐々に減っていった（と同時にミカちゃんを狙ってお兄ちゃんにあしらわれる役回りになってしまった）。何股もしている時期があり、彼女を1人に絞れないと悩むシーンがあった。最近の巻に進むにつれて転校生の真緖に好意を抱き、度々絡んでは肘打ちまたは蹴られる（うち1回は股間を蹴り上げた）。最終的にはチャラ男があだ名のような扱いになっている。猫2匹以外にも犬が5匹居て、それぞれに好きな5人組アイドル名前をつけた模様。
アキチ（雌猫）
安藤（チャラ男）が飼っているサバトラ・シロブチの猫。空き地に捨てられていたから「アキチ」と命名された（他にも、田んぼの中に捨てられていたから「田中」と名づけた猫を飼っている）。その時はガリガリの子猫だったが、今やドスコイポチャ猫になった（2014年3月時点、安藤談）。安藤が夏に拾われた。安藤がミカちゃんたちの住む町に引っ越ししてきて間もないころ家出をしており、ミカちゃんの助けを借りて発見された時は「おめでた」だった。安藤家の人間用トイレを使うとき、「音姫（TOTO製のトイレ擬音装置）」を使用するスキルを持つ。
田中（猫、性別不明）
安藤の飼い猫、田んぼの真ん中で拾われた為に田中になった。お兄ちゃんらの友人の田中と勘違いされた事がある。
きなこ（黄菜子）先生
みかちゃんが通う幼稚園の先生。元々犬派で、実家ではグレートデンを飼っているが、最近ダイズ（雄猫）を飼いはじめた。一人暮らしをしている部屋の片づけはできていないが、ダイズのお気に入りの場所である窓辺だけはきれいにしている。朝は苦手の様子（ダイズに起こされる描写がある）。
ダイズ（大豆）（雄猫）
きなこ先生が飼いはじめた猫。クリーム色の毛並みに茶色のボブテイルで推定年齢3歳、生まれた時からノラ猫ですごく離れた別の町に住んでいた。窓辺がお気に入りの場所でちびっこが苦手、朝はきなこ先生の顔の上にお尻を乗せて起こしているらしく、先生の朝食の一部を失敬している様子である。名前は「大豆」であるが、ほとんどの場合「ダイズ」とカタカナで表記される。
播磨 美波（とんちゃん）
ミカちゃんと同じ幼稚園に通う関西弁の男の子。幼稚園でのある出来事から、ミカちゃんが動物とおしゃべりできることを信じるようになった。あだ名は「とんちゃん」、由来は「しとん」という関西弁の語尾からつけられた。いも虫といきなりジャンプするからバッタが苦手だが、ふじの家に遊びに来た際のリアクションから、動物は全般的に苦手な模様（最近の巻ではふじの家ペットには慣れた様子）。家は駅前商店街の和菓子屋さんだが小豆が苦手。和菓子屋の息子だからなのか、ミカちゃんに負けず劣らず現実的である。ミカちゃんに好意を抱いており、ミツル君をライバル視している。みつる君によれば、死んだセミをミカちゃんに見せないようにお墓を作るなどさりげない優しさがあり、そこは勝てないと話すシーンがある。
穂高 満（みつる君）
ミカちゃんと同じ幼稚園に通う男の子。とんちゃんからは「みつるん」と呼ばれている。穏やかで優しい。ミカちゃんやとんちゃんには劣るが現実的な部分がある。ミカちゃんが動物とおしゃべりできることを知っている。祖母がマルというコーギーを買っている。ミカちゃんに好意を持ち、とんちゃんとは一応ライバル関係だが穏やかで優しい性格の為、表には出ない。
マル（雄犬）
みつる君の祖母が飼っているコーギー。祖母が入院した際にみつる家に預かられていた。ミカちゃん視点では輪郭にそっての髭と鼻の下に髭の生えた見た目おじさんな渋い男性。一人称は僕。
キャッチボールが上手で、みつる君のおばあちゃんに対してはとても甘えん坊だが、長期入院していたおばあちゃんを気遣って遠出のお散歩を拒否する優しい犬。
とんちゃんに「胴上げしにくい胴やな」とからかわれて噛みたいほど怒っていたが、ミカちゃんの介入によりとんちゃんが謝って一件落着した。とんちゃんの恋心に気づき、みつるとミカちゃんが話すのをみて気遣っていた。
伽弥（カヤ）
ミカちゃんのおばあちゃん。古希（数えで70歳）を過ぎているが元気。トムからはカーヤ、翁からはカヤのくんと呼ばれる。
ミカちゃんぐらいの子供のころの姿はアホ毛も含めてミカちゃんとそっくりに描写されており、翁がぼんやりしてミカちゃんにカヤのくんと呼び間違える描写がある。なお、若かりしころの姿はお母さんにそっくりらしい（本人談）。
未だに動物と会話出来るらしく、サクラやタロー、甚八やトムの他に翁と会話するシーンも描かれ、翁を大声で呼ぼうとして翁が慌てて出てくるという描写もあり、翁が時折様子を見に来るなど、翁とは浅はかからぬ仲である様子。なお、タローは眼力だけで服従させられる。
翁がミカちゃんをカヤのくんと呼び違えた際には子供のころの描写があり、ミカちゃんよりお喋りであった模様。今は無くなった（水没した）山間の村と思われる場所が故郷である様子が描かれた。
服部 真緒（はっとり まお）
お兄ちゃんや浜田と幼馴染みの黒髪ロングヘアーで関西弁の美人。運動神経抜群。浜田と同じようにお兄ちゃんのことを「ふじのん」と呼び、お兄ちゃんからは「マオー」と呼ばれるが、他の人から「マオー」と呼ばれるのは嫌いな様子である（チャラ男が「マオー」と声をかけた時には、「その呼び方はすな!!」と拒否されたことがある」）。チャラ男に好意を抱かれており、度々絡まれる度に肘打ちまたは蹴る（金的を躊躇なく蹴り上げた事も）。
5年ほど前に引っ越したが父親の転勤で関西から戻ってきて、2学期からお兄ちゃん達と同じ高校に通うことになった。お兄ちゃんや浜田の隣のクラスで、田崎さんとは同じクラス。
昔から活発で近所のちびっ子らのリーダー格だった。お兄ちゃんからは「粗暴で、ガサツで、男みてー」と言われており、格闘技（種類は不明）の有段者（黒帯）。
昔からお兄ちゃんを意識し（恋心を抱いている）、お兄ちゃんも昔は真緒を意識していた様子で、お兄ちゃんは「幼馴染の女の子（真緒）が可愛くなっていたからキュンとした」との事。
ふとしたことから、今でもお兄ちゃんを好きであることが、浜田の話で本人にわかってしまった事が判明。意を決して告白しようとしたが、告白する前にお兄ちゃんに遮られ、逆に泣かれて振られた。だが、その後もお兄ちゃんへの好意を忘れられないでいる模様。23巻ではその気持ちに踏ん切りをつけたようである。
関西に引っ越す前はショートヘアで標準語を話していた。
ツッパリ君
猫と同時に居る名前通りのツッパリヤンキー。バイクで爆音をたてたり、タバコを火のついたままポイ捨てするなど、ヤンキーならではの行為の数々を行う。しかし、猫にはお兄ちゃん並みに甘々のメロメロで、にゃんころりんと呼んだり、様々な事をやって上げたり赤ちゃん言葉（でちゅよ！など）が出たりする、純朴な部分もある。最近ではミカちゃんのタバコ吸う人がいると猫は舌の病気になる、という言葉からタバコをやめている様子。たまにお兄ちゃんやミカちゃんがにゃんころりんとの絡みを目撃する事もある。
にゃんころりん（猫、性別不詳）
ツッパリ君と共に現れる猫。ツッパリ君にはにゃんころりんと称されており、ツッパリ君のバイクの上に乗っていたり、彼が捨てたタバコにじゃれようとしたりする。その度にツッパリ君から色々と言われたり何らかをしてもらったりしている、良いコンビ。
プリンス（雄犬）
林さん家で飼われているチワワ。ミカちゃん視点では、か弱そうなくるんと巻いた前髪の外国人の少年に見える。
草食系男子と自分で認めているが、林家に貼られている「猛犬注意」のステッカーがプレッシャーになっていて、外してほしいと思っている。
ツンちゃん（雌犬、犬種不明）
雑種のような見た目の犬（最初に書かれた時はヨークシャーテリアのような見た目であったが）。ミカちゃんやタロー視点では口の悪いギャルに見える。
目が悪くなったご主人様（おじいさん）の為に散歩中は吠えながら盲導犬のように働く心優しい性格である。だが、病気で禿げたり口元に食べカスが着いていたりとやらかしがちな部分もある。
トノサマガエル
タローの腹の下の日陰で休んでいたトノサマガエル。ミカちゃん曰く態度も体も大きい（体は翁より3倍近く大きい）が、礼節は弁えている。ミカちゃん視点ではちょんまげに綺麗な着物姿の殿様（おじいちゃん年代）に見える。
実は翁の友人で翁に逢いに行く途中だったが、ミカちゃんに翁の所に連れて行って貰った。翁との会話が弾んだ影響で大雨が降りお兄ちゃんはずぶ濡れになっていた。23巻ではバケツに落ちてしまいミカちゃんに助けられている。

### その他の動物
プリシラ（雌犬）
タローが恋焦がれていたロングコートチワワ（超小型犬）。ミカちゃんの目には少女に見えるが、タローより年上。しかし、後にある犬と結ばれたらしくマタニティ姿で登場。タローの恋もこの時に儚く散った。
カラスたち（カラス）
ミカちゃんに頼まれてお兄ちゃんに忘れ物を届けたり、仲間内のネットワークを駆使しお兄ちゃんの行動を報告している。常に複数のメンバーで行動。お兄ちゃんの事は嫌ってるようにみえて好意的。
ミカちゃんの目にはヤンキー高校生風に見える。よく登場しているのはワイルド風・リーゼント・オールバックの3人組（所謂、三羽鴉）。
平八（ゴキブリ）
暖かくなるとちょくちょくふじの家に現れるゴキブリでミカちゃんの天敵。名前は翁により発覚（後にミカちゃんが名前を叫び、お兄ちゃんが「誰だよ！」と驚く）。ミカちゃんの目には全員がサングラスをかけた触覚のある昔の不良のように見える（なお、ゴキブリの仲間である白蟻はミカちゃんには平八が全体真っ白になった姿に見えていて驚いている他、平八と違い話し方は丁寧）。また、「ギザギザゴーキの子守唄」（ギザギザハートの子守唄の替え歌）を歌ったところ、ミカちゃんに「歌うなー！」とスリッパで攻撃される形でほっぽり出されたこともあった。
アブラゼミ・ミンミンゼミ・ヒグラシ（蝉）
夏になるとふじの家の庭木に現れる蝉達。ミカちゃんの目にはロックバンド（アブラゼミ）・オーケストラ奏者（ミンミンゼミ）・雅楽奏者（ヒグラシ）のように見える。
金魚
わかば幼稚園ちゅーりっぷ組の水槽で飼育中。ミカちゃんの目には体格や顔など見かけは違うが服装はお水のお嬢様（いわゆるキャバクラ嬢）のように見える。なお、性格の方も似たようなもので上から目線（園児を格下に見ている）で口も悪いため、ミカからは嫌われているが、黄名子先生のゴシップを教えたりする時だけは仲が良い。
にわとり（雄鶏）
わかば幼稚園で飼われている鶏。ミカちゃん視点ではモヒカンに迷彩タンクトップ（胸元にchickenと書かれている）の痩せ型の男性に見えている。
かなり強気な性格で、幼稚園児に容赦なくつつくほど。幼稚園児に向かっていく姿はミカちゃん視点ではファイティングポーズとシャドーボクシングで「かかってこいやぁ」と言っている。
ガチョウ（雄）
わかば幼稚園で飼われているガチョウ。ミカちゃん視点では帽子をつば後ろに被ったちょび髭のラッパーのような青年に見えている。
見た目に違わず、口癖は「Yo」。黄菜子先生にアフラックのアヒルと間違われた際には怒って「俺はガチョウだ」「お前フォアグラ（所謂、黄菜子先生は脂肪肝）」と発言した。
コッペ（スズメ）
ミカちゃんとタローの散歩コース沿いにある小さなパン屋で、毎朝パン屑をもらっている雄のスズメ。鳥好きなパン屋のお姉さん（既婚）がコッペパン色しているからと名前をつけてくれた。ケガをした時に、お姉さんに助けられた。
ヒヨドリ
ふじの家によく現れ、ミカちゃんと色々かかわる雄のヒヨドリ。ミカちゃん視点ではボサボサショートの青年姿をしている。ふじの家に来てはフルーツを食い荒らしたり花の蜜を吸いまくったりして度々ミカちゃんに叱られている。クリスマスにはフルーツで飾られたリースをプレゼントしてもらっていた。
虎吉
23巻にて登場した虎柄の大きな雄猫。愛称は虎吉っつぁん。声優のように子猫の（ような）声を出すことが出来、お兄ちゃんは騙されていた。

## 書誌情報
- 神仙寺瑛 『動物のおしゃべり』 竹書房〈バンブーコミックス〉、既刊28巻（2025年2月17日現在）
  1. 2006年8月17日発売[3]、ISBN 978-4-8124-6496-0
  2. 2007年5月7日発売[4]、ISBN 978-4-8124-6584-4
  3. 2008年2月22日発売[5]、ISBN 978-4-8124-6795-4
  4. 2009年11月27日発売[6]、ISBN 978-4-8124-7109-8
  5. 2010年2月22日発売[7]、ISBN 978-4-8124-7232-3
  6. 2010年9月27日発売[8]、ISBN 978-4-8124-7448-8
  7. 2011年2月22日発売[9]、ISBN 978-4-8124-7509-6
  8. 2011年12月27日発売[10]、ISBN 978-4-8124-7726-7
  9. 2012年7月27日発売[11]、ISBN 978-4-8124-7942-1
  10. 2013年1月26日発売[12]、ISBN 978-4-8124-8097-7
  11. 2013年7月29日発売[13]、ISBN 978-4-8124-8366-4
  12. 2014年2月27日発売[14]、ISBN 978-4-8124-8518-7
  13. 2014年7月28日発売[15]、ISBN 978-4-8124-8742-6
  14. 2014年12月27日発売[16]、ISBN 978-4-8019-5066-5
  15. 2016年2月17日発売[17]、ISBN 978-4-8019-5455-7
  16. 2016年9月7日発売[18]、ISBN 978-4-8019-5624-7
  17. 2017年2月27日発売[19]、ISBN 978-4-8019-5760-2
  18. 2017年9月27日発売[20]、ISBN 978-4-8019-6052-7
  19. 2018年6月27日発売[21]、ISBN 978-4-8019-6307-8
  20. 2018年11月27日発売[22]、ISBN 978-4-8019-6448-8
  21. 2019年4月27日発売[23]、ISBN 978-4-8019-6595-9
  22. 2019年9月27日発売[24]、ISBN 978-4-8019-6745-8
  23. 2020年10月27日発売[25]、ISBN 978-4-8019-7121-9
  24. 2021年3月27日発売[26]、ISBN 978-4-8019-7239-1
  25. 2022年1月27日発売[27]、ISBN 978-4-8019-7539-2
  26. 2022年11月16日発売[28]、ISBN 978-4-8019-7901-7
  27. 2024年1月17日発売[29]、ISBN 978-4-8019-8242-0
  28. 2025年2月17日発売[30]、ISBN 978-4-8019-8568-1
- 神仙寺瑛 『動物のおしゃべり＋（ぷらす）』竹書房〈バンブーコミックス〉、既刊1巻（2015年3月7日現在）
  1. 2015年3月7日発売[31]、ISBN 978-4-8019-5204-1